# 6599 Tsuko
6599 Tsuko (1988 PV) là một tiểu hành tinh vành đai chính được phát hiện ngày 8 tháng 8 năm 1988 bởi K. Endate ở Kitami.